# Ollie (Iowa)
Ollie is een plaats (city) in de Amerikaanse staat Iowa, en valt bestuurlijk gezien onder Keokuk County.

## Demografie
Bij de volkstelling in 2000 werd het aantal inwoners vastgesteld op 224. In 2006 is het aantal inwoners door het United States Census Bureau geschat op 168, een daling van 56 (-25,0%).

## Geografie
Volgens het United States Census Bureau beslaat de plaats een oppervlakte van 2,6 km², geheel bestaande uit land. Ollie ligt op ongeveer 238 m boven zeeniveau.

## Plaatsen in de nabije omgeving
De onderstaande figuur toont nabijgelegen plaatsen in een straal van 20 km rond Ollie.